# Loudéac
Loudéac (bretonsko Loudieg) je naselje in občina v francoskem departmaju Côtes-d'Armor regije Bretanje. Leta 2007 je naselje imelo 9.619 prebivalcev.

## Geografija
Kraj leži v osrčju pokrajine Bretanije, 43 km južno od središča Saint-Brieuca.

## Uprava
Loudéac je sedež istoimenskega kantona, v katerega so poleg njegove vključene še občine Hémonstoir, La Motte, Saint-Caradec, Saint-Maudan in Trévé s 14.650 prebivalci.
Kanton Loudéac je sestavni del okrožja Saint-Brieuc.

## Pobratena mesta
- Büdingen (Hessen, Nemčija);